# PC Joker
Der PC Joker war die erste deutschsprachige Computerspiele-Zeitschrift für IBM-PC-kompatible Computer, die wie der Amiga Joker im Joker-Verlag erschien. Der Verlag hatte seinen Sitz in Haar (bei München).

## Redaktion
Herausgeber des PC Joker waren Michael Labiner und seine damalige Ehefrau Brigitta Labiner. Zu den bekanntesten Redakteuren des Magazins gehörten Carsten Borgmeier und Richard Löwenstein. Weitere bekannte Redakteure des PC Joker waren unter anderem Markus Ziegler, Michael Trier, Dieter Marchsreiter, Steffen Schamberger, Reinhard Fischer, Paul Kautz, Michael Schnelle und dessen Bruder Martin Schnelle.

## Geschichte
Das erste Heft des PC Joker erschien als November-Dezember-Ausgabe 6/91. 1992 erschien das Heft im zweimonatlichen Rhythmus, ab 1993 dann mit 10 Ausgaben pro Jahr. In den Sommermonaten gab es jeweils zwei Doppelausgaben. Schließlich wurden ab 1997 12 Ausgaben pro Jahr produziert. 1995 wurden von der Münchner Staatsanwaltschaft zwei Ausgaben der Zeitschrift wegen Werbung für indizierte Spiele beschlagnahmt und vernichtet, wodurch ein fünfstelliger Verlust entstand. Ab 12/95 gab es das Heft auch mit Cover-CD, zunächst unter dem Titel PC Joker Total. Die Variante ohne Heft-CD wurde unter dem Namen PC Joker pur vertrieben. Der PC Joker war eine der ersten PC-Spiele-Zeitschriften, die ihren Ausgaben regelmäßig Spiele-Vollversionen beilegten. Anfang 1997 bekam die Zeitschrift einen angepassten Relaunch mit dem nunmehr offiziell vereinheitlichten Titel PC Joker Heft & Spiel. Mit der Jubiläumsausgabe 11/1999 wurde das vermeintliche 10-jährige Bestehen des Heftes gefeiert, tatsächlich jährte sich zu diesem Zeitpunkt aber lediglich die Erstveröffentlichung des Ende 1996 eingestellten Amiga Joker zum zehnten Mal. Die Ausgabe 1/2000 trug den Zusatztitel „Millennium-Ausgabe“. Ab Ausgabe 7/2000 gab man dem Magazin den zusätzlichen Untertitel „Deutschlands erfahrenstes Spiele-Mag“. Kurz darauf entstand deshalb ein kostenintensiver Rechtsstreit mit einem Konkurrenzmagazin. Bedingt durch einen stetigen Rückgang der Verkaufszahlen entschloss man sich mit Ausgabe 11/2000 erneut zu einer radikal modernisierten Anpassung von Logo und Design. Ende 2000 wurde der PC Joker mit der Ausgabe 1/2001 eingestellt. Die bereits erstellte Ausgabe 2/2001 erschien nicht mehr.

### PC Joker Hits
Im Jahr 1994 wurde neben dem monatlichen Magazin einmalig ein Taschenbuch mit dem Titel PC Joker Hits veröffentlicht, welches die besten 50 Spiele der Plattform in Buchform präsentiert. Primär wurde dabei bestehendes Material aus dem Joker Verlag verwendet und in aufbereiteter Form genutzt. Der Redakteur Carsten Borgmeier war Herausgeber des Buches, welches beim SYBEX-Verlag verlegt und zum Preis von 39,90 DM verkauft wurde. Das Buch ist neben der Erstausgabe des Magazins inzwischen ein begehrtes Sammlerobjekt.

### Inoffizielle Ausgabe
Obwohl die Ausgabe 2/2001 nie fertiggestellt und gedruckt wurde, kursierte ab Mai 2008 unter dem Titel „Der wirklich letzte PC Joker“ ein 15-seitiges PDF-Dokument mit bis dahin bereits fertiggestelltem, aber nie veröffentlichtem Material aus dem Archiv des ehemaligen Joker-Redakteurs Paul Kautz im Internet. Dazu gehörte das Titelbild, Spieletests (Counter-Strike 1.0, Quake 3 Team Arena, Adlertag: Die Luftschlacht um England, Chicken Run) sowie der legendäre Ghost-Comic mit dem Titel Ghost-Activities, von dem nur zwei Exemplare in Printform existieren. Die Artikel weisen zudem teilweise noch handschriftliche Korrekturen von Paul Kautz auf, welche bis zum Druck hätten umgesetzt werden müssen.

### Multimedia Joker
Ab der Ausgabe Juli/August 1994 enthielt der PC Joker mit dem Multimedia Joker eine Beilage, die sich um den Konsolenmarkt kümmerte. Acht Ausgaben des Multimedia-Jokers waren im PC Joker integriert. Im April 1995 erschien mit der Ausgabe 5/6 das erste eigenständige Heft. Nach sieben Ausgaben wurde die eigenständige Ausgabe jedoch wieder eingestellt. Zwei Ausgaben des Magazins wurden wegen Werbung für durch die BPjS indizierte Spiele beschlagnahmt.

## Revival
Nach dem Untergang des PC Joker vom Joker-Verlag gab es im Frühling des Jahres 2003 ein Revival unter dem Namen Der neue PC Joker. Diese Zeitschrift stammte aber vom Media-Verlag, der sich die Rechte am Namen PC Joker gesichert hatte. Der neue PC Joker erschien erstmals mit der Ausgabe 4/2003, doch bereits mit dem Heft 3/2004 wurde die Zeitschrift wieder eingestellt. In der Folge war der PC Joker bis März 2006 dem semiprofessionellen Computer Magazin (ebenfalls vom Media-Verlag) beigelegt.
Die Rechte liegen immer noch beim Media-Verlag, aber zurzeit erscheint unter diesem Titel weder ein Beilagenheft noch ein eigenständiges Magazin. Der Media-Verlag nutzte allerdings die Marke „PC Joker“ auf den Spiele-Seiten in seinem mittlerweile eingestellten Magazin Computer – Das Magazin für die Praxis.